# 하루에정
하루에정(春江町)은 후쿠이현 북서부에 위치, 후쿠이평야에 있는 논이 펼쳐진 마을이다. 2006년 3월 20일 하루에정 및 미쿠니정·마루오카정·사카이정 등 4개 정이 합병해 사카이시가 발족하였으며, 같은 날 하루에정 등은 폐지되었다.